# 트로이 디니
트로이 매슈 디니(영어: Troy Matthew Deeney, 1988년 6월 29일 ~ )는 포리스트 그린 로버스에서 감독직과 스트라이커로 활약하였던 잉글랜드의 축구 선수이다. 월솔에서 프로 경력을 시작했으며, 2010년 왓퍼드와 2년 계약을 맺으며 이적했다. 2014-15 시즌 왓퍼드의 주장으로 활약해 팀의 승격을 이끌어내었다.

## 수상

### 클럽
월솔 FC
- EFL 리그 투 : 우승 (2006-07)

왓퍼드 FC
- EFL 챔피언십 : 준우승 (2014-15, 2020-21)
- EFL 챔피언십 플레이오프 : 준우승 (2012-13)
- FA컵 : 준우승 (2018-19), 4강 (2015-16)

### 개인
- 잉글랜드 프로 축구 선수 협회 선정 올해의 팀 : 2014-15 EFL 챔피언십